# 쓰카리촌
쓰카리촌(束荷村)은 야마구치현 구마게군에 설치된 촌이다. 